# جون كازابون
جون اف كازابون (بالإنجليزية: John Cazabon)؛ (3 أغسطس 1914- 22 يونيو 1983) ممثل إنجليزي وكاتب مسرحي بدأ مسيرته المهنية في سيدني، أستراليا.[بحاجة لمصدر]

## حياته وعائلته
ولد جون كازابون في هيرتفورد في انجلترا، والده هو ألبرت كازابون (1883-1970) عازف كمان وملحن ومدير موسيقي للأوركسترا في مسرح الأمير إدوارد ، ووالدته هي السيدة ني غلاديس كورتين، وهي ممثلة محترفة ولدت في أستراليا وأصبحت ناشطة مرة أخرى مع فرقة مسرح بيكويك عام 1934 مع أخته الكبرى سنا نورة. كما كان له أخ اصغر اسمه روبرت بريندان والذي قتل في العمل في عام 1941. كان جون وأخته نورا أعضاء في المسرح المستقل فيتون دوريس في عام 1935 قبل أن ينضم إلى مجموعة بيريل براينت.

## روابط خارجية
- جون كازابون على موقع IMDb (الإنجليزية)
- جون كازابون على موقع قاعدة بيانات الفيلم (الإنجليزية)